# Don't You Rise
Don't You Rise è un EP dei The Bats pubblicato nel 2009 negli Stati Uniti d'America dalla Slumberland Records e in Australia nel 2010 dalla Mistletone Records.

## Tracce
Le tracce A1 e B2 vennero registrate durante le session per la registrazione dell'album At the National Grid a Christchurch nel 2003 mentre le A2 e B1 vennero registrate al Nightshift Studio di Christchurch nel 1998.
Lato A
1. That's How You Found Me
2. You Don't Belong Here

Lato B
1. Don't You Rise
2. Face Inside the Sun

## Musicisti
- Paul Kean (basso, voce)
- Malcolm Grant (batteria)
- Robert Scott (voce, chitarra)
- Kaye Woodward (voce, chitarra)